# Cotiakou
Cotiakou è un arrondissement del Benin situato nella città di Tanguiéta (dipartimento di Atakora) con 10.583 abitanti (dato 2006).